# Quixeré (kommun)
Quixeré är en kommun i Brasilien.   Den ligger i delstaten Ceará, i den östra delen av landet, 1 600 km nordost om huvudstaden Brasília. Antalet invånare är 19 422.
Följande samhällen finns i Quixeré:
- Quixeré

Omgivningarna runt Quixeré är huvudsakligen savann. Runt Quixeré är det glesbefolkat, med 17 invånare per kvadratkilometer.